# Dahlia eros
Dahlia Eros è stato un canale televisivo appartenente a Dahlia TV.
È stato il primo canale televisivo italiano dedicato esclusivamente all'Eros. Il canale pensato per un'audience maschile e femminile parte della commedia sexy italiana degli anni settanta e man mano che si avanza con la fascia serale-notturna diventa sempre più hard. Testimonial del canale è stata Roberta Gemma che intrattiene il canale con piccoli siparietti a sfondo sexy tra un programma e l'altro andando a diventare sempre più spinti man mano che si avanza nella fascia notturna.
Dal 21 dicembre 2009 il canale ha trasmesso anche anime senza tagli e censure. Gli anime sono Gantz, Speed Grapher, La clinica dell'amore, My My My - Consulenze particolari, Advancer Tina ed altri.
Il 1º ottobre 2010 Dahlia Eros viene chiusa per lasciare spazio a Dahlia Adult Gay, chiusa a sua volta il 25 febbraio 2011 a seguito del fallimento della società Dahlia TV.